# Omeros
Omeros è un poema epico del 1990 composto in lingua inglese da Derek Walcott, premiato nel 1992 con il Premio Nobel per la letteratura. 
È una parziale riscrittura della storia di Odisseo, ambientata però ai giorni nostri nei mari dell'Oceano Atlantico, nel Mar Egeo, e in particolare sull'isola di Saint Lucia, patria dell'autore.

## Struttura
Il narratore non concentra tutta l'azione su un personaggio principale, ma costruisce tre filoni narrativi indipendenti che si intrecciano occasionalmente:
- il primo filone narrativo riguarda i personaggi di Achille ed Ettore (Hector) e il loro amore per Elena (Helen), in cui compare anche Filottete (Philoctete), un pescatore con una ferita fetida, ispirato al Philoctete di Omero e Sofocle;
- il secondo tratta del sergente maggiore Plunkett e di sua moglie Maud, di origini irlandesi, che risiedono sull'isola e cercano di riconciliare le loro coscienze con la storia della colonizzazione britannica di Saint Lucia;
- il terzo e ultimo filone ha come protagonista lo stesso narratore, che commenta l'azione del poema e partecipa lui stesso a viaggi transatlantici e ad altri spostamenti.

Al suo interno è suddiviso in 7 libri, a loro volta suddivisi in capitoli: il libro 1 va dal capitolo I al XIII, il libro 2 dal XIV al XXIV, il libro 3 dal XXV al XXXII, il libro 4 dal XXXIII al XXXVI, il libro 5 dal XXXVII al XLIII, il libro 6 dal XLIV al LV, il libro 7 dal LVI al LXIV. Ogni capitolo è diviso infine in 3 sezioni, che di norma vanno dai 12 ai 20 versi.

## Trama

### Libro I
Il libro 1 descrive un gruppo di pescatori caraibici, tra cui Achille, Ettore e Filottete. I pescatori tagliano un albero per costruirsi una canoa, scavando l'interno del tronco. Filottete viene presentato con una cicatrice alla gamba che si è procurato ferendosi con un'ancora arrugginita. Achille ed Ettore sono rivali per l'amore di una donna di nome Elena. Vengono poi introdotti due personaggli: Sette Mari, un pescatore cieco (è palese il riferimento a Omero), che racconta di aver navigato in tutto il mondo, e Ma Kilman, che gestisce il bar più antico del villaggio e aiuta Sette Mari a ritirare la sua pensione di veterano dall'ufficio postale; aiuta anche Filottete dandogli la vaselina per curare la sua ferita. Rappresenta per la popolazione una sorta di guardiano, simile a una sibilla, con una misteriosa conoscenza dell'aldilà. Il sindaco si chiama Dennis Plunkett, è un coltivatore bianco di origini inglesi che vive con sua moglie Maud, irlandese di origine. Plunkett è anche un reduce della Seconda Guerra Mondiale, avendo combattuto in Nord Africa sotto il comando del generale Montgomery. Ferito alla testa in battaglia, conobbe Maud che lo assisteva come infermiera. I due non hanno figli. A questo punto la loro storia si intreccia con quella di Elena, una giovane caparbia e molto orgogliosa, cosciente della sua bellezza, che è una lavoratrice nella fattoria dei Plunkett. È incinta, ma non sa di chi. Achille, indebitato, ha bisogno di soldi per favorirsi le attenzioni di Elena, e perciò decide di cercare il relitto sommerso della Ville de Paris, affondata durante la Battaglia dei Santi del 1782 (durante la quale gli inglesi strapparono alla Francia il dominio di parte delle colonie caraibiche) per trovare il tesoro affondato con essa, ma senza successo. Filottete intanto cerca inutilmente di mettere pace tra Achille ed Ettore. Ormai senza soldi, Achille si fa assumere come lavoratore nella fattoria dei Plunkett.

### Libro II
Il libro 2 prende spunto dai fatti storici culminati nella Battaglia dei Santi. Si narra di un guardiamarina britannico, di nome Plunkett, comandante della nave Marlborough, a cui viene assegnata una missione diplomatica dall'ammiraglio Rodney da svolgere a L'Aia: qui Plunkett deve indagare sugli interessi degli olandesi nelle Antille e sulla fornitura di armi alle colonie americane. Grazie alle informazioni raccolte da Plunkett, Rodney si vendica sottraendo ai Paesi Bassi le colonie nei Caraibi e ai francesi l'isola di Martinica. Gli schiavi africani si schierano con i loro padroni inglesi contro le truppe francesi, e tra di loro si distingue Afolabe, un antenato di Achille, a cui dopo la vittoria verrà dato il nome "Achille" dall'ammiraglio Rodney. Una battaglia navale si svolge nel canale fra tre isole chiamato Les Saintes (da cui Battaglia dei Santi). La Marlborough viene speronata dalla Ville de Paris, ed entrambe riportano danni. Nella concitazione Plunkett viene spinto contro la sua spada, che lo trafigge. La narrazione torna ai giorni nostri, e descrive Dennis Plunkett attratto da Elena, il cui figlio è di Ettore, ma metaforicamente Plunkett sente di aver dato, tramite il sacrificio del suo avo guardiamarina, un figlio all'isola di Saint Lucia, anche detta "la Elena delle Indie Occidentali". Elena dorme con Achille, ma poi va a vivere con Ettore, il quale ha lasciato il lavoro di pescatore e ha comprato un furgone per trasportare i turisti, e ne ha tappezzato i sedili di stoffa leopardata. Al furgone, che guida con imprudenza, ha dato il nome di Cometa, per la sua velocità e potenza.

### Libro III
Il libro 3 descrive Afolabe che torna al suo villaggio in Africa per ritrovare la sua gente e la terra da cui la schiavitù lo ha sradicato. Risale il fiume con la sua canoa e arriva al villaggio dove incontra il padre, anch'egli chiamato Afolabe. Tuttavia il figlio si presenta come "Achille", avendo ormai perso la sua identità africana. Il villaggio viene attaccato dai mercanti di schiavi che catturano 15 prigionieri più Achille/Afolabe. La narrazione torna ai giorni nostri. Achille si risveglia da un sogno sull'Africa, è al largo sulla sua canoa con un compagno pescatore. I due ritornano a terra e Achille rivede Elena. In seguito lava la sua barca e rastrella delle foglie nel cortile di Sette Mari. Lo stesso narratore parla di sé stesso che visita l'ormai anziana madre, e le dice che lei ha due figli e una figlia, e un sacco di nipoti. Il narratore quindi parte su un aereo per gli Stati Uniti, e Achille osserva l'aereo in volo.

### Libro IV
Il libro 4 descrive la vita del narratore nel New England. Qui perde un'amante, e si sente ferito come Filottete. Una sezione del poema in cui i versi sono organizzati in distici, in contrasto con il resto del poema, descrive la sua casa. Il poeta rifiuta di rimanere intrappolato in una casa di disperazione. Egli afferma che le porte di casa sua saranno gentili e garbate.

### Libro V
Nel libro 5 si descrive la fuga del poeta in Portogallo, Italia, Inghilterra, Irlanda, e il suo ritorno nel New England. Negli Stati Uniti viaggia verso le grandi pianure, e dal finestrino dell'aereo osserva le nuvole e la terra della tribù dei Dakota. Ritorna a Boston e cerca un taxi, ma nessuno si ferma, anche se sono liberi. Va a piedi fino al porto, e da lì osserva i grattacieli. Gli viene in mente il cosiddetto inverno della Danza del fantasma, un periodo di lotte tra il governo statunitense e i nativi americani Dakota, e pensa alle privazioni subite dagli indiani delle pianure. Quindi cammina nelle strade ghiacciate della città, dove prende un tram.

### Libro VI
Nel libro 6 Ettore muore per un incidente sul suo furgone. Un maialino gli attraversa la strada, lui finisce fuori strada per cercare di evitarlo e si schianta su un albero di palma. Viene ritrovato accasciato sotto la statuetta della Madonna appesa al parabrezza. È sepolto vicino al mare, e viene pianto da Filottete, Achille, Sette Mari ed Elena. Achille sussurra al corpo di Ettore che il loro fiume ancestrale li porterà per sempre fino a casa. Ma Kilman cura la ferita di Filottete. È una sibilla, una sacerdotessa dell'Obeah. Le formiche brulicano attorno ai suoi piedi e tra i suoi capelli. Le formiche le hanno donato la loro lingua. Ella può pregare nella lingua degli antenati. È paragonata alla Sibilla Cumana, ed è un simbolo di guarigione. I Plunkett fanno un viaggio in Inghilterra. Al ritorno a Saint Lucia, Maud muore di cancro. Al suo funerale partecipano Filottete, Achille, Elena, Sette Mari, e altri abitanti dell'isola.

### Libro VII
Nel libro 7 il narratore dialoga con la guida Omeros. In seguito sale su una canoa e viene traghettato fino alla laguna. Viene guidato dal cieco Omeros su per un vulcano, fino alla Piscina della Speculazione. Il narratore sente di aver perso la fede sia nella religione che nel mito. Allora Omeros gli prende la mano e lo tira fuori dal dubbio, verso una rinnovata fede.

## Stile
II poema è scritto in terzine di esametri. La struttura delle terzine è simile a quella della terzina dantesca, anche se lo schema metrico non è seguito rigidamente. Allo stesso modo, i versi sono in gran parte esametri, seppur con variazioni metriche. La terza sezione del primo capitolo del quarto libro, invece, è scritta in distici composti da tetrametri.